# 28.º governo da Monarquia Constitucional
O 28.º governo da Monarquia Constitucional, ou 7.º governo da Regeneração, nomeado a 4 de janeiro de 1868 e exonerado a 22 de julho do mesmo ano, foi presidido pelo conde de Ávila. De 14 de janeiro a 19 de março, este governo exerceu o seu poder em ditadura, apenas efetuando eleições a 22 de março. Nestas, o partido do governo em atuação ganhou com grande vantagem. Uma das primeiras medidas foi a revogação da lei sobre o consumo que tinha dado origem à Janeirinha.
A sua constituição era a seguinte:
| Cargo                                                                                 | Detentor | Detentor                                            | Período                                    |
| ------------------------------------------------------------------------------------- | -------- | --------------------------------------------------- | ------------------------------------------ |
| Presidente do Conselho de Ministros                                                   |          | Conde de Ávila (1807–1881)                          | 4 de janeiro de 1868 a 22 de julho de 1868 |
| Ministro e Secretário de Estado dos Negócios do Reino                                 |          | Conde de Ávila (interino) (1807–1881)               | 4 de janeiro de 1868 a 22 de julho de 1868 |
| Ministro e Secretário de Estado dos Negócios Eclesiásticos e de Justiça               |          | Visconde de Seabra (1798–1895)                      | 4 de janeiro de 1868 a 22 de julho de 1868 |
| Ministro e Secretário de Estado dos Negócios da Fazenda                               |          | José Dias Ferreira (1837–1907)                      | 4 de janeiro de 1868 a 22 de julho de 1868 |
| Ministro e Secretário de Estado dos Negócios da Guerra                                |          | José Maria de Magalhães (1808–1869)                 | 4 de janeiro de 1868 a 22 de julho de 1868 |
| Ministro e Secretário de Estado dos Negócios da Marinha e Ultramar                    |          | José Rodrigues Coelho do Amaral (1808–1873)         | 4 de janeiro de 1868 a 22 de julho de 1868 |
| Ministro e Secretário de Estado dos Negócios Estrangeiros                             |          | Conde de Ávila (1807–1881)                          | 4 de janeiro de 1868 a 22 de julho de 1868 |
| Ministro e Secretário de Estado dos Negócios das Obras Públicas, Comércio e Indústria |          | Sebastião do Canto e Castro Mascarenhas (1821–1875) | 4 de janeiro de 1868 a 22 de julho de 1868 |